# Orlando Galo
Orlando Moisés Galo Calderón (Jacó, Puntarenas, Costa Rica, 11 de agosto de 2000) es un futbolista costarricense que juega como pivote en el Riga F. C. de la Virslīga.

## Trayectoria
Su niñez la vivió en Jacó de Garabito sin los lujos de otros niños. A los ocho años dejó la provincia puntarenense para vivir en Alajuela donde fue recibido por otra familia y así tener accesibilidad a los entrenamientos con las divisiones menores de Alajuelense.

### L. D. Alajuelense
Fue el entrenador Wilmer López quien le dio a Galo la oportunidad de debutar en el primer equipo de Alajuelense el 5 de noviembre de 2017, en el compromiso que enfrentó a Liberia en el Estadio Morera Soto por el Torneo de Apertura. De dieciséis años, se desempeñó como lateral derecho en la totalidad de los minutos mientras que su club triunfó con marcador de 3-0.

### C. S. Herediano
El 2 de enero de 2019, se oficializó el fichaje del jugador en el Herediano por un periodo de tres temporadas. La negociación con el club surgió desde octubre de 2018, cuando el gerente Jafet Soto buscó contratar al defensa y elogiándolo en ocasiones durante las ruedas de prensa. Galo en su periodo con Alajuelense se encontró bajo contrato de alto rendimiento sin oficialidad profesional, por lo que la institución rojiamarilla pudo hacerse con sus servicios sin castigo alguno. Debutó el 20 de enero como titular los 90 minutos en la derrota de visita por 1-0 contra Limón.
El 21 de diciembre de 2019, conquistó con el club su primer título del Torneo de Apertura tras vencer la gran final en penales a Alajuelense. El 8 de agosto de 2020 ganó la Supercopa de Costa Rica derrotando 2-0 al Deportivo Saprissa. El 19 de diciembre de 2021, alcanzó su segunda liga del Torneo de Apertura en una nueva final ante el cuadro saprissista. A partir de esta campaña cambió su posición por la de volante de contención, potenciado como un punto fino dentro de la cancha.
En 2022, fue descubierto por la FIFA utilizando sustancias ilícitas al deporte y sancionado 12 meses sin posibilidad de jugar profesional.

### Riga F. C.
El 13 de julio de 2024, se oficializó su fichaje al Riga F. C. en condición de préstamo por seis meses y con opción a compra. El 20 de julio, debutó contra el FK Jelgava, dándose su ingreso al inicio de la parte complementaria, el encuentro finalizó por la victoria 6-1.

## Selección nacional

### Categorías inferiores
El 22 de octubre de 2018, el defensa fue seleccionado por Breansse Camacho para jugar el Campeonato Sub-20 de la Concacaf. El 1 de noviembre completó la totalidad de los minutos en la victoria de goleada por 5-0 sobre Bermudas. Su selección completó el grupo E con los triunfos ante Barbados (2-0) —siendo suplente—, Haití (1-0) y Santa Lucía (0-6). Con el empate 1-1 contra Honduras y la derrota 4-0 frente a Estados Unidos, el conjunto costarricense quedó eliminado de optar por un cupo al Mundial de Polonia 2019. Galo alcanzó cinco participaciones en esta competencia.

#### Participaciones en inferiores
| Competición                           | Sede           | Resultado | Partidos | Goles |
| ------------------------------------- | -------------- | --------- | -------- | ----- |
| Campeonato Sub-20 de la Concacaf 2018 | Estados Unidos | Eliminado | 5        | 0     |

### Selección absoluta
El 30 de septiembre de 2021, Galo recibió su primera convocatoria a la Selección de Costa Rica dirigida por Luis Fernando Suárez para disputar una triple fecha por la eliminatoria hacia la Copa del Mundo. El 7 de octubre debutó en la escuadra absoluta al ingresar de cambio por Celso Borges al minuto 81' en el empate sin goles frente a Honduras, de visita en el Estadio Olímpico Metropolitano.
El 13 de mayo de 2022, fue convocado a la lista de Suárez para la preparación de cara a la Liga de Naciones de la Concacaf. El 2 de junio se dio su debut en la derrota 2-0 de visita contra Panamá.
El 14 de junio de 2022, estuvo en la suplencia en el partido donde su combinado selló la clasificación a la Copa Mundial tras vencer 1-0 a Nueva Zelanda, por la repesca intercontinental celebrada en el país anfitrión Catar.

#### Participaciones internacionales
| Evento                                  | Sede                    | Resultado        | Partidos | Goles |
| --------------------------------------- | ----------------------- | ---------------- | -------- | ----- |
| Liga de Naciones de la Concacaf 2022-23 | Concacaf                | Fase de grupos   | 1        | 0     |
| Liga de Naciones de la Concacaf 2023-24 | Concacaf                | Cuartos de final | 1        | 1     |
| Copa América 2024                       | Estados Unidos          | Fase de grupos   | 3        | 0     |
| Copa de Oro de la Concacaf 2025         | Estados Unidos · Canadá | Cuartos de final | 4        | 0     |

#### Participaciones en eliminatorias
| Evento                     | Sede                             | Resultado   | Partidos | Goles |
| -------------------------- | -------------------------------- | ----------- | -------- | ----- |
| Clasificación Mundial 2022 | Catar                            | Clasificado | 8        | 0     |
| Clasificación Mundial 2026 | Estados Unidos · México · Canadá | Por definir | 4        | 1     |

## Estadísticas

### Clubes
Actualizado al último partido jugado el 17 de agosto de 2025.
| Club                           | Div.          | Temporada     | Liga  | Liga  | Liga   | Copas nacionales | Copas nacionales | Copas nacionales | Copas internacionales | Copas internacionales | Copas internacionales | Total | Total | Total  |
| Club                           | Div.          | Temporada     | Part. | Goles | Asist. | Part.            | Goles            | Asist.           | Part.                 | Goles                 | Asist.                | Part. | Goles | Asist. |
| ------------------------------ | ------------- | ------------- | ----- | ----- | ------ | ---------------- | ---------------- | ---------------- | --------------------- | --------------------- | --------------------- | ----- | ----- | ------ |
| L. D. Alajuelense · Costa Rica |               |               |       |       |        |                  |                  |                  |                       |                       |                       |       |       |        |
| 1.ª                            | 2017-18       | 4             | 0     | 0     | —      | —                | —                | —                | —                     | —                     | 4                     | 0     | 0     |        |
| 1.ª                            | 2018-19       | 13            | 0     | 1     | —      | —                | —                | —                | —                     | —                     | 13                    | 0     | 1     |        |
| Total club                     | Total club    | 17            | 0     | 1     | 0      | 0                | 0                | 0                | 0                     | 0                     | 17                    | 0     | 1     |        |
| C. S. Herediano · Costa Rica   |               |               |       |       |        |                  |                  |                  |                       |                       |                       |       |       |        |
| 1.ª                            | 2018-19       | 12            | 0     | 1     | —      | —                | —                | —                | —                     | —                     | 12                    | 0     | 1     |        |
| 1.ª                            | 2019-20       | 28            | 1     | 2     | —      | —                | —                | 2                | 0                     | 0                     | 30                    | 1     | 2     |        |
| 1.ª                            | 2020-21       | 37            | 2     | 5     | 1      | 0                | 0                | 1                | 0                     | 0                     | 39                    | 2     | 5     |        |
| 1.ª                            | 2021-22       | 38            | 3     | 4     | —      | —                | —                | —                | —                     | —                     | 38                    | 3     | 4     |        |
| 1.ª                            | 2022-23       | 14            | 0     | 2     | 1      | 0                | 0                | 4                | 0                     | 2                     | 19                    | 0     | 4     |        |
| 1.ª                            | 2023-24       | 28            | 1     | 1     | —      | —                | —                | 7                | 0                     | 2                     | 35                    | 1     | 3     |        |
| Total club                     | Total club    | 157           | 7     | 15    | 2      | 0                | 0                | 14               | 0                     | 4                     | 173                   | 7     | 19    |        |
| Riga F. C. Letonia             |               |               |       |       |        |                  |                  |                  |                       |                       |                       |       |       |        |
| 1.ª                            | 2024          | 2             | 0     | 0     | —      | —                | —                | 1                | 0                     | 0                     | 3                     | 0     | 0     |        |
| 1.ª                            | 2025          | 19            | 4     | 0     | 2      | 0                | 0                | 4                | 0                     | 1                     | 25                    | 4     | 1     |        |
| Total club                     | Total club    | 21            | 4     | 0     | 2      | 0                | 0                | 5                | 0                     | 1                     | 28                    | 4     | 1     |        |
| Total carrera                  | Total carrera | Total carrera | 195   | 11    | 16     | 4                | 0                | 0                | 19                    | 0                     | 5                     | 218   | 11    | 21     |
| 1. 2. Fuente:Transfermarkt     |               |               |       |       |        |                  |                  |                  |                       |                       |                       |       |       |        |

### Selección de Costa Rica
Actualizado al último partido jugado el 29 de junio de 2025.
| Selección                                         | Año | Eliminatorias | Eliminatorias | Eliminatorias | Continental | Continental | Continental | Mundial | Mundial | Mundial | Amistosos | Amistosos | Amistosos | Total | Total | Total  |
| Selección                                         | Año | Part.         | Goles         | Asist.        | Part.       | Goles       | Asist.      | Part.   | Goles   | Asist.  | Part.     | Goles     | Asist.    | Part. | Goles | Asist. |
| ------------------------------------------------- | --- | ------------- | ------------- | ------------- | ----------- | ----------- | ----------- | ------- | ------- | ------- | --------- | --------- | --------- | ----- | ----- | ------ |
| Absoluta · Costa Rica                             |     |               |               |               |             |             |             |         |         |         |           |           |           |       |       |        |
| 2021                                              | 4   | 0             | 0             | —             | —           | —           | —           | —       | —       | —       | —         | —         | 4         | 0     | 0     |        |
| 2022                                              | 4   | 0             | 0             | 1             | 0           | 0           | —           | —       | —       | 1       | 0         | 0         | 6         | 0     | 0     |        |
| 2024                                              | 2   | 2             | 0             | 4             | 1           | 0           | —           | —       | —       | 3       | 0         | 0         | 9         | 3     | 0     |        |
| 2025                                              | 2   | 0             | 0             | 5             | 1           | 1           | —           | —       | —       | 0       | 0         | 0         | 7         | 1     | 1     |        |
| Total                                             | 12  | 2             | 0             | 10            | 2           | 1           | 0           | 0       | 0       | 4       | 0         | 0         | 26        | 4     | 1     |        |
| 1. Fuente:Transfermarkt / National Football Teams |     |               |               |               |             |             |             |         |         |         |           |           |           |       |       |        |

#### Goles internacionales
| N. | Fecha               | Sede                       | Rival                  | Gol | Resultado | Competición                     |
| -- | ------------------- | -------------------------- | ---------------------- | --- | --------- | ------------------------------- |
| 1. | 23 de marzo de 2024 | Estadio Toyota, Frisco     | Honduras               | 1–1 | 3–1       | Clasificación Copa América 2024 |
| 2. | 6 de junio de 2024  | Estadio Nacional, San José | San Cristóbal y Nieves | 1–0 | 4-0       | Clasificación Mundial 2026      |
| 3. | 6 de junio de 2024  | Estadio Nacional, San José | San Cristóbal y Nieves | 2–0 | 4-0       | Clasificación Mundial 2026      |
| 4. | 7 de junio de 2025  | Wildey Turf, Wildey        | Bahamas                | 0–4 | 0-8       | Clasificación Mundial 2026      |

## Palmarés

### Títulos nacionales
| Título                         | Club           | País       | Año  |
| ------------------------------ | -------------- | ---------- | ---- |
| Primera División de Costa Rica | C. S Herediano | Costa Rica | 2019 |
| Supercopa de Costa Rica        | C. S Herediano | Costa Rica | 2020 |
| Primera División de Costa Rica | C. S Herediano | Costa Rica | 2021 |
| Supercopa de Costa Rica        | C. S Herediano | Costa Rica | 2022 |